# Ludvig Mylius-Erichsen

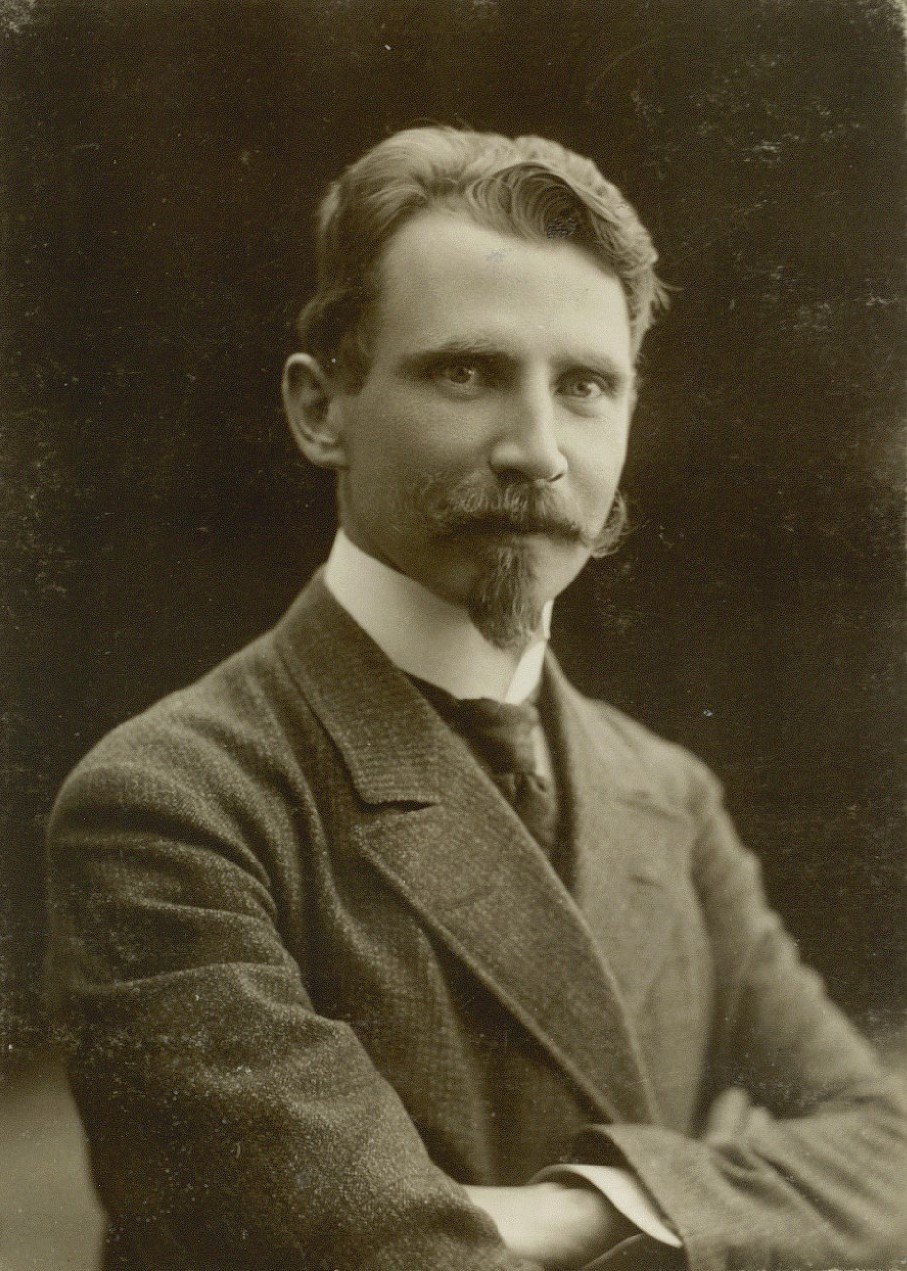
Ludvig Mylius-Erichsen

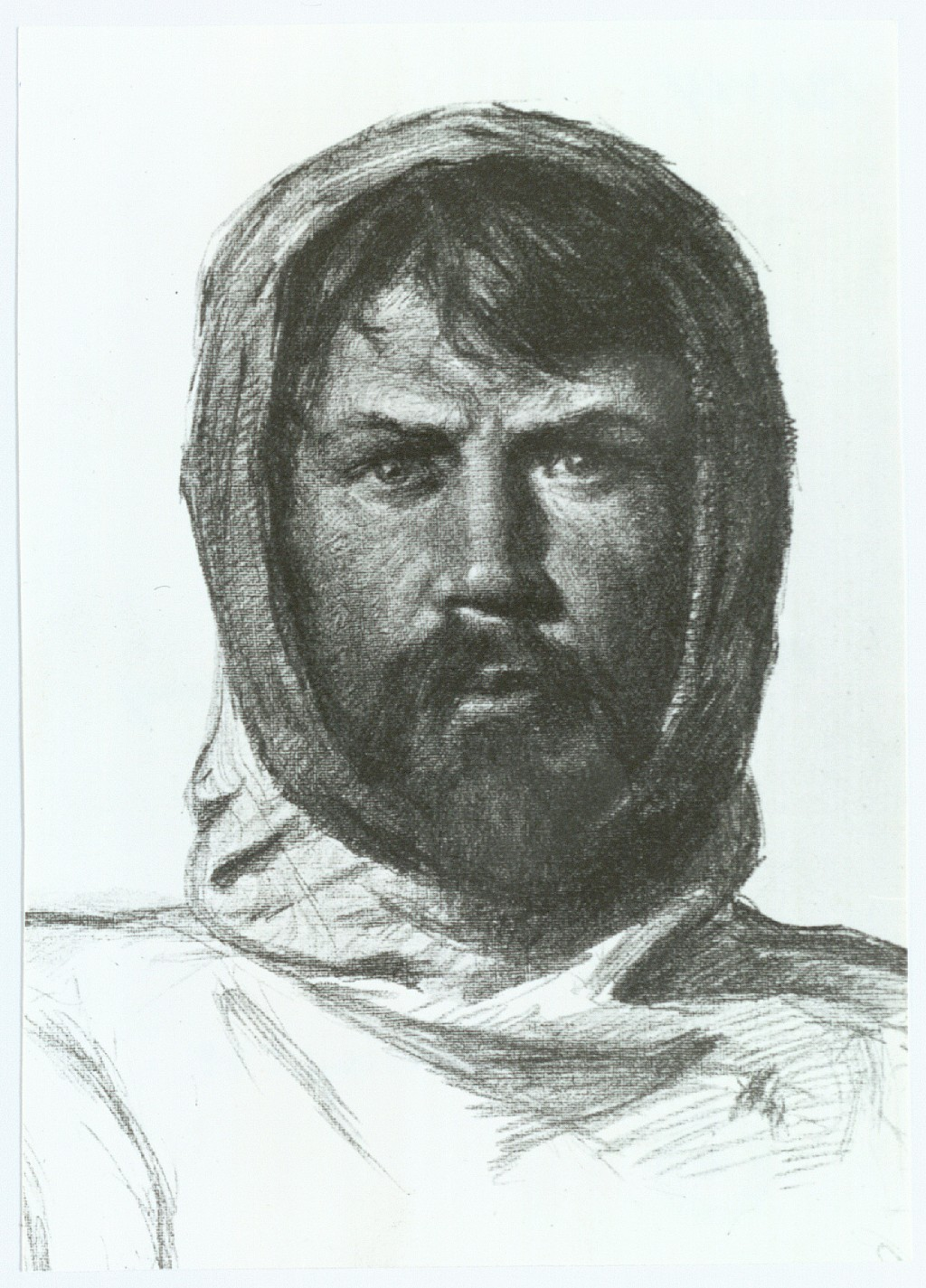
Achton Friis: Zeichnung Ludvig Mylius-Erichsens (1906/07)

Ludvig Mylius-Erichsen (* 15. Januar 1872 in Viborg; † 25. November 1907 auf Grönland) war ein dänischer Grönlandforscher.

## Die literarische Grönlandexpedition
1902 bis 1904 leitete er eine dänische Expedition entlang der Westküste Grönlands bis in das Kap York-Gebiet, an der u. a. auch der Maler und Zeichner Harald Moltke und der grönländisch-dänische Polarforscher Knud Rasmussen beteiligt waren. Ziel der Expedition, die 1903/1904 auf der Saunders-Insel überwinterte, war die ethnografische Feldforschung unter den Polar-Inuit, insbesondere die Aufzeichnung ihrer Lieder und Legenden. Daher wird sie in der Literatur auch „Die literarische Grönlandexpedition“ genannt. Während dieser Reise machte er auch phonographische Aufnahmen; allerdings gingen sämtliche Tonwalzen „infolge mangelhafter Verpackung während des Transportes nach Europa zugrunde“.

## Die Danmark-Expedition

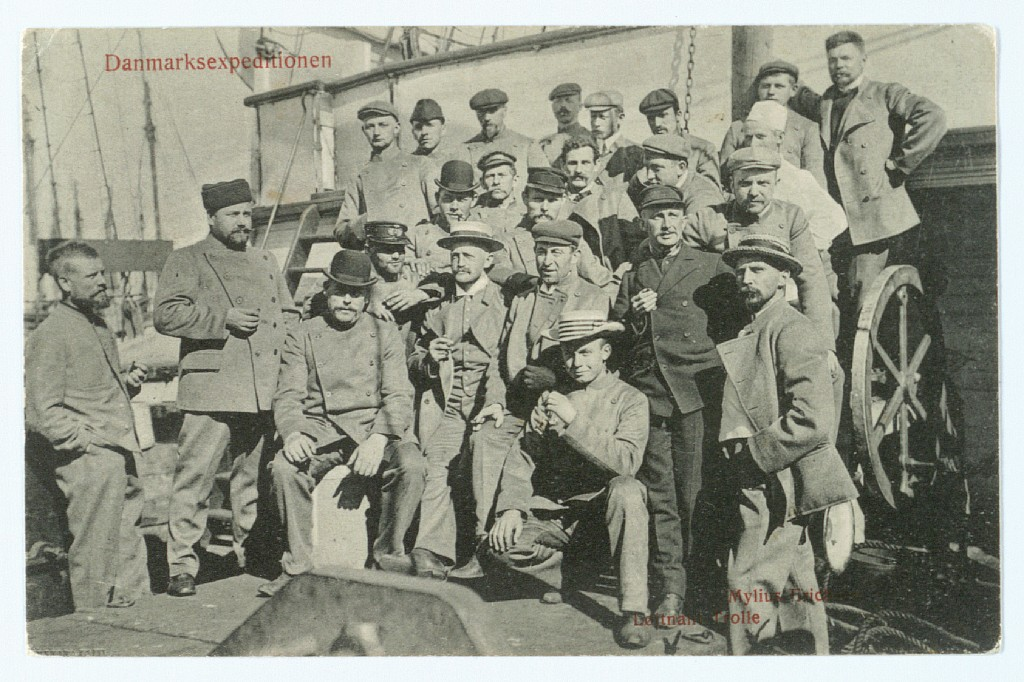
Die Mannschaft der Danmark-Expedition, vorn rechts Ludvig Mylius-Erichsen

1906 wurde er mit der Leitung einer neuen Expedition beauftragt. Nach dem Schiff Danmark hieß sie Danmark-Expedition. Das Ziel der Expedition war es, das letzte unbekannte Stück der grönländischen Nordostküste zwischen Kap Bismarck (nördlich der Insel Store Koldewey) und Kap Bridgman (im nordöstlichen Peary Land) zu erforschen. Zu seiner Mannschaft gehörten auch der Deutsche Alfred Wegener als Meteorologe und die dänischen Zeichner Achton Friis und Aage Bertelsen. Dabei wurde die erste meteorologische Station in Grönland bei Danmarkshavn errichtet, und es wurden Drachen und erstmals auch Fesselballons für meteorologische Messungen im arktischen Klima eingesetzt.
Zwei Gruppen mit Hundeschlitten und je drei Teilnehmern erkundeten und vermaßen die Küstenlinie und fanden dabei auch Nordostrundingen, den östlichsten Punkt Grönlands. Die Expedition nahm ein tragisches Ende. Die Gruppe mit Ludvig Mylius-Erichsen, dem Grönländer Jørgen Brønlund als Schlittenführer und Jäger und Niels Peter Høeg-Hagen als Kartograf kehrte nicht zurück. An einem Depot in Lambert Land (79° n. Br.) fand die Suchexpedition im nächsten Jahr nur die Leiche von Brønlund samt seinen Aufzeichnungen und Tagebüchern, aus denen der Tod der beiden anderen hervorging. Aus Brønlunds Notizbuch ging hervor, dass „Haagen [sic!] am 15. November starb, Mylius Erichsen ungefähr zehn Tage später“. Die Leichen der zwei Männer sollten auf dem Eis des Fjords vor dem Gletscher nördlich von Lambert Land liegen. Sie konnten bis heute nicht gefunden werden.
Anfang August 1908 wurde Mylius-Erichsens Tod offiziell gemeldet:

„Erichsen ist mit seinen Begleitern, einer Dame und einem Eskimo, während einer Expedition in das Land im Schneesturm auf eine Eisscholle geraten und vom Lande abgetrieben. Nachdem der Proviant ausgegangen war, starben Erichsen und die Dame an Entkräftung. Dem Eskimo gelang es, nach der Station zurückzukehren, um Bericht zu erstatten, doch starb auch er bald darauf.“

Peter Freuchen, ebenfalls Teilnehmer der Expedition, warf Mylius-Erichsen Versagen bei der Planung vor: Offensichtlich hatte die Gruppe auch Nadel und Faden vergessen, um ihr Schuhzeug zu reparieren. Sie konnten am Ende des Sommers mit erfrorenen Füßen nicht weitergehen.
Achton Friis wurde nach Ludvig Mylius-Erichsens Tod beauftragt, „das Material für eine populäre Darstellung der Expedition zu verwerten“. Im Jahre 1910 erschien die deutsche Übersetzung unter dem Titel Im Grönlandeis mit Mylius-Erichsen.
Mylius-Erichsens Danmark-Expedition fand eine silberne Dose mit Resten eines Dokuments, das von der zweiten deutschen Nordpolarexpedition „am 15. April 1870 an dem nördlichsten, auf ihren Schlittenreisen erreichten Punkt bei Kap Bismarck in Germania Land an der Ostküste Grönlands unter 77° 1' nördlicher Breite und 18° 50' westlicher Länge niedergelegt worden war“. Kaiser Wilhelm II. übergab diese silberne Dose im Jahre 1909 an das Geographische Institut der Berliner Universität.
Nach Ludvig Mylius-Erichsen ist das Mylius-Erichsen Land auf Grönland benannt.

## Erinnerungsmedaille
1933, 25 Jahre nach der Rückkehr der Expedition, ließ Kapitän Alf Trolle (1879–1949), Führer des Expeditionsschiffes Danmark und – nach Mylius-Erichsens Tod – Leiter der Expedition, eine silberne Erinnerungsmedaille prägen. Er versammelte die überlebenden Expeditionsmitglieder (19 waren 1933 noch am Leben) in seinem Haus Trollesminde in Rørvig und überreichte ihnen die Medaille. Auch die nächsten Verwandten der Verstorbenen erhielten ein Exemplar. Den Entwurf lieferte der Künstler Harald Moltke. Als Vorbild diente ein ebenfalls von Moltke entworfener Teller der Kgl. Kopenhagener Porzellanmanufaktur, der ebenfalls die Steinwarte zeigt, die die Expeditionsteilnehmer 1908 in Danmarkshavn zur Erinnerung an die umgekommenen Kameraden errichtet hatten.